# W. Howard Baker
Pour les articles homonymes, voir Baker.
Ne doit pas être confondu avec Howard Becker.
William Howard Baker, qui signe plus fréquemment W. Howard Baker, est le principal pseudonyme d’Arthur Athwill William Baker, né le 3 octobre 1925 à Cork, en Irlande, et mort le 13 février 1991 à Londres. Auteur britannique de roman policier, roman d’espionnage, roman d’aventures et science-fiction, il a publié des œuvres sous d'autres pseudonymes : William Arthur, W. A. Ballinger, John Long, Desmond Reid, Peter Saxon et Richard Williams.

## Biographie
Il passe son enfance et sa jeunesse en Irlande. Il embrasse la carrière de journaliste et est reporter pendant plusieurs années avant de fonder sa propre maison de presse, la Howard Baker Press qu'il dirige pendant une vingtaine d'années. Après la Deuxième Guerre mondiale, où il sert dans l'armée, il voyage beaucoup en Extrême-Orient, en Amérique et en Europe à titre de correspondant de presse, notamment pour des magazines scandinaves et allemands. Il s'installe ensuite à Londres et accepte la charge d'éditeur des Panther Books (en).
Sa carrière littéraire est marquée par sa fructueuse collaboration aux aventures de Sexton Blake (en), un personnage créé par Harry Blyth (sous le pseudonyme de Hal Meredeth) en 1893, et dont plusieurs auteurs se chargent de multiplier les enquêtes pendant tout le XXe siècle. Sous plusieurs de ses pseudonymes, dont W. Howard Baker et W. A. Ballinger, l'auteur signe des dizaines de titres mettant en scène ce héros inspiré de Sherlock Holmes, notamment quelques-uns écrits en collaboration avec Wilfred McNeilly qui ont pour particularité de verser dans la science-fiction.
Il donne aussi trois romans d'espionnage au personnage de John Drake, issu de la série télévisée britannique Destination Danger, et crée en 1965 la série de l'espion Richard Quintain, un agent du British Military Intelligence, dont les aventures se déroulent pendant la Seconde Guerre mondiale.

## Œuvres

### Romans

#### Série policièreSexton Blake
- The Man Who Knew to Much (1955)
- Without Warning (1955)
- Battle Song (1956)
- Dark Mambo (1956)
- Devil’s Can-Can (1956)
- The Frightened Lady ou The Fugitive (1956)
- It Happened in Hamburg (1956)
- Requiem for Redheads (1956)
- Shoot When Ready (1957)
- Walk in Fear (1957) ou version révisée sous le titre Every Man an Enemy (1967) Publié en français sous le titre Qui est l’auteur ?, Paris, Librairie des Champs-Élysées, Le Masque no 1399, 1975
- Appointment with Danger (1958)
- Crime Is My Business (1958)
- Crime On My Mind (1958)
- Murder Most Intimate (1958)
- No Time to Live (1958)
- Expresso Jungle (1959)
- Passport Into Fear (1959)
- The Angry Night ou Fire Over India (1960)
- The Big Smear (1962)
- The Reluctant Gunman (1962)
- The Impostor (1963), en collaboration avec Peter Chambers
- Treason Remembered (1967)

#### Série d’espionnageJohn Drake
- Departure Deferred (1965), roman signé John Long Publié en français sous le titre Destination Danger : Chinoiseries en Albanie, Paris, Presses de la Cité, Un mystère, 3e série, no 8, 1969
- Storm Over Rockall (1965) Publié en français sous le titre Destination Danger : Sabotage et Cafouillage, Paris, Presses de la Cité, coll. Télé Roman no 11, 1967
- The Exterminator (1966), signé du pseudonyme W. A. Ballinger

#### Série d’espionnageRichard Quintain
- Treason by Truth (1964)
- Take Death for a Lover (1965)
- Unfriendly Persuasion (1964)
- No Place for Strangers (1965)
- Cry from the Dark (1965)
- Strike North (1965)
- Destination Dieppe ou Traitor! (1965)
- The Rape of Berlin ou The Girl, the City, and the Soldier (1965)
- The Inexpendable (1965)
- The Dogs of War ou Night of the Wolf (1966)
- Drums of the Dark Gods (1966). Traduit en français par Michel Lodigiani, Fleuve Noir - coll. Gore no 41 (1987), (ISBN 2-265-03522-X) [1]
- The Dead and the Damned (1967)
- The Girl in Asses’ Milk (1967)
- The Judas Diary (1969)
- Quintain Strikes Back (1969)
- The Charge Is Treason (1968)
- The Treasure Hunters (1970)

#### Autres romans
- Without Warning (1955)
- Scandal Street (1963)
- The Big Steal (1964)
- The Cellar Boys (1965)
- Blood Trail ou Eye of the Storm (1966)
- Brussels Dossier (1968)

#### Roman de la sérieSexton Blakesigné William Arthur
- Murder with Variety (1957)

#### Romans de la sérieSexton Blakesignés W. A. Ballinger
- Epitaph to Treason (1960)
- This Man Must Die! (1960)
- The Television Murders (1961)
- A Corpse for Christmas (1962), en collaboration avec Wilfred McNeilly
- Murder in Camera (1962)
- Savage Venture (1962)
- Studio One Murder (1962)
- The Last Tiger (1963), en collaboration avec George Mann et Wilfred McNeilly
- I, the Hangman (1965)
- Murderer at Large (1965)
- The Witches of Notting Hill (1965)

#### Autres romans signés W. A. Ballinger
- Rebellion ou The Men That God Made (1966)
- Naked from a Well (1967)
- The Green Grassy Slopes (1969)
- Congo (1970)
- The Carrion Eaters (1971)

#### Romans de la sérieSexton Blakesignés Peter Saxon
- Woman of Saigon (1956)
- Danger Ahead (1956)
- Decoy for Murder (1956)
- Flight Into Fear (1956)
- Front Page Woman (1956)
- Act of Violence (1957)
- The Last Days of Berlin (1957)
- The Violent Hours (1957)
- The Voodoo Drum (1958)
- The Sea Tigers (1958)
- The Naked Blade (1958)
- The Violent Ones (1959)
- A Cry in the Night (1959)
- Lovely – But Lethal! (1961)
- Vengeance Is Ours! (1965)
- The Darkest Night (1966), en collaboration avec Wilfred McNeilly
- The Torturer (1966), en collaboration avec Wilfred McNeilly
- This Spy Must Die (1967)
- Dark Ways to Death (1968), en collaboration avec Wilfred McNeilly
- Black Honey (1968)
- The Haunting of Alan Mais (1970), en collaboration avec Wilfred McNeilly
- The Killing Bone (1970)
- Vampire’s Moon (1972)

#### Autres romans signés Peter Saxon
- The Disoriented Man (1966), en collaboration avec Wilfred McNeilly
- Scream and Scream Again (1967), en collaboration avec Wilfred McNeilly
- The Guardians ou The Dirty Game (1967), en collaboration avec Wilfred McNeilly, Rex Dolphin et Thomas Martin

#### Romans de la sérieSexton Blakesignés Desmond Reid
- Death on a High Note (1962)
- Cult of Darkness (1963)
- The Deadlier of the Species (1966)
- The Babcock Boys (1966)

#### Autre roman signé Desmond Reid
- Death Waits in Tucson (1966)

#### Romans de la sérieSexton Blakesignés Richard Williams
- Hurricane Warning! (1960)
- The Sniper (1965) Publié en français sous le titre Accident de chasse ?, Paris, Librairie des Champs-Élysées, Le Masque no 1395, 1975 ; réédition, Genève, Édito-Service, « Les Classiques du crime », 1981